# San Javier (Beni)
San Javier ist eine Ortschaft im Tiefland des Departamento Beni im südamerikanischen Andenstaat Bolivien.

## Lage im Nahraum
San Javier ist zentraler Ort des Municipio San Javier in der Provinz Cercado. Die Ortschaft liegt auf einer Höhe von 155 m am rechten Ufer des Río Mamoré.

## Geographie
San Javier liegt im bolivianischen Teil des Amazonasbeckens und ist durch ein ganzjährig tropisch heißes und feuchtes Klima gekennzeichnet (siehe Klimadiagramm Trinidad).
Die Jahresdurchschnittstemperatur beträgt etwa 26 °C, wobei sich die monatlichen Durchschnittstemperaturen zwischen Juni/Juli mit 23 °C und Oktober/Dezember mit 28 °C nur wenig unterscheiden. Der Jahresniederschlag beträgt 2000 mm und liegt somit mehr als doppelt so hoch wie die Niederschläge in Mitteleuropa. Höchstwerten von etwa 300 mm in der Regenzeit von Dezember bis Februar stehen Niedrigwerte von etwa 50 mm in der kurzen Trockenzeit von Juni bis August gegenüber.

## Geschichte
Pater Agustín Zapata gründete die Ortschaft 1691, damals noch auf dem westlichen Ufer des Río Mamoré. Nach einer verhängnisvollen Überflutung im Jahr 1771 wurde die Siedlung 1796 auf das rechte Ufer, später an den heutigen Platz verlegt. Auch heute sind Überschwemmungen eine Gefahr für den Ort.

## Verkehrsnetz
San Javier liegt in einer Entfernung von 25 Straßenkilometern nördlich von Trinidad, der Hauptstadt des Departamentos.
Durch San Javier verläuft die Nationalstraße Ruta 9, die von Norden nach Süden das gesamte bolivianische Tiefland durchquert und von San Javier aus zu der 503 Kilometer südlich gelegenen Metropole Santa Cruz führt. Von San Javier nach Süden ist die Ruta 9 asphaltiert, nördlich von San Javier ist die Ruta 9 eine unbefestigte Erd- und Schotterpiste.
Die Ruta 9 kreuzt südlich von San Javier in der Provinzhauptstadt Trinidad die Ruta 3, die Trinidad mit dem 602 Kilometer entfernten La Paz verbindet. Über diese beiden Fernstraßen gibt es tägliche Busverbindungen in die meisten Städte Boliviens.

## Infrastruktur
San Javier profitiert von der Nähe zu Trinidad. Viele der Einwohner des Ortes pendeln zum Arbeiten dorthin. Eine Krankenstation im Ort wurde von der japanischen Botschaft erbaut. Der Ort ist an das Stromnetz angeschlossen.

## Bevölkerung
Die Einwohnerzahl der Ortschaft ist in den vergangenen beiden Jahrzehnten auf mehr als das Doppelte angestiegen:
| Jahr | Einwohner | Quelle       |
| ---- | --------- | ------------ |
| 1992 | 144       | Volkszählung |
| 2001 | 199       | Volkszählung |
| 2012 | 395       | Volkszählung |
| 2024 |           | Volkszählung |

Die Bevölkerung des Ortes gehört zu den Ethnien der Canichana und Sirionó. Das zum Ort gehörende Kanton San Javier hatte 2.577 Einwohner im Jahr 2012.